# Gemmula subfenestrata
Gemmula subfenestrata é uma espécie de gastrópode do gênero Gemmula, pertencente a família Turridae.